# Total Request Live
Total Request Live (cunoscut și sub numele de TRL) este o emisiune televizată difuzată de MTV în cadrul căreia sunt difuzate videoclipuri ale muzicii pop.
În prezent, o versiune locală a programului este difuzat numai în Italia, pe MTV.